# 2MASS J00540655-0031018
2MASS J00540655-0031018 ist ein Brauner Zwerg im Sternbild Walfisch. Er wurde 2002 von Donald P. Schneider et al. entdeckt.
2MASS J00540655-0031018 gehört der Spektralklasse L1 an.